# كلية الفنون الجميلة (جامعة حلوان)
كلية الفنون الجميلة جامعة حلوان أو المدرسة العليا للفنون الجميلة سابقاً، هي كلية تابعة لجامعة حلوان، تقع بجزيرة الزمالك، أنشئت مدرسة الفنون الجميلة المصرية، بقرار الأمير يوسف كمال في 12 مايو 1908، بشارع درب الجماميز بالدار رقم 100، وفي يونيو 1910 صارت إدارتها تحت إشراف الجامعة المصرية الأهلية واستمرت كذلك حتى أكتوبر 1910 ثم ألحقت بإدارة التعليم الفني بوزارة المعارف.

## تاريخ الكلية
نقلت مدرسة الفنون الجميلة المصرية سنة 1923- 1924 من مكانها بدرب الجماميز إلى الدرب الجديد بميدان السيدة زينب حتى عام 1927 وفي نفس العام أنشأت وزارة المعارف العمومية المدرسة التحضيرية للفنون الجميلة قبل إلغاء مدرسة الفنون الجميلة المصرية بالسيدة زينب.
وفي عام 1928 دخلت مدرسة الفنون الجميلة مرحلة جديدة عندما بدأ تمصيرها وأصبحت مدرسة عليا (مدرسة الفنون العليا) ثم تغير اسمها إلى المدرسة العليا للفنون الجميلة ولم يقبل بها إلا من أتم الدراسة بنجاح في المدرسة التحضيرية.
وفي عام 1936-1937 أضيفت سنة إعدادية لسنوات الدراسة الأربع فأصبحت مدة الدراسة خمس سنوات وذلك بعد أن تم إلغاء نظام المدرسة التحضيرية وحدد القبول بالمدرسة للحاصلين على شهادة إتمام الدراسة الثانوية (شهادة الكفاءة لأقسام الفنون وشهادة البكالوريا لقسم العمارة) وذلك بعد اجتياز امتحان دقيق للقدرات.
اختير للمدرسة فيلا بحى شبرا بشارع خلاط رقم 11 عام 1927 ثم نقلت في أغسطس 1931 إلى 91 شارع الجيزة وفي سبتمبر 1935 نقلت إلى مكانها الحالي بشارع إسماعيل محمد رقم 8 بجزيرة الزمالك بالقاهرة، وبعد قيام ثورة 23 يوليو 1952 عدل اسمها إلى كلية الفنون الجميلة وقد ضمت إلى وزارة التعليم العالي سنة 1961 بعد أن كانت تتبع وزارة التربية والتعليم ثم ضمت إلى جامعة حلوان في أكتوبر 1975.

## أقسام الكلية
- قسم العمارة
- قسم الديكور
- قسم الجرافيك
- قسم النحت
- قسم التصوير

## نظام الدراسة بالكلية
للانضمام للكلية يجب اجتياز امتحان القدرات بنجاح لقسم عمارة امتحان واقسام فنون امتحان اخر
الدراسة بالكلية عملية ولا يتبع فيها نظام الانتساب. ومدة الدراسة خمس سنين للحصول على درجة البكالوريوس. - في قسم العمارة : خمس سنوات (منها سنة إعدادي في تخصص العمارة).في قسم ديكور خمس سنوات (منها سنة اعدادي في تخصص الديكور) - في أقسام الفنون : خمس سنوات (منها سنة إعدادية عامة لكل اقسام الفنون)...
وتأخذ فنون جميلة طلاب علمى رياضة فقط لقسم عمارة بتنسيق منفصل
أما قسم الديكور هو قسم منفصل ويدخله طلاب علمي علوم أو رياضة فقط بتنسيق فنون بالنسبة لعلمى ويدرس الطالب اعدادى ديكور ثم أربعة سنوات ويتخصص في الصف الثالث شعبتين عمارة داخلية أو فنون تعبيرية على حسب اختيار الطالب
اما اقسام فنون فهي متاحة لأدبي ومتاحة لعلمى وتكون تبعا لرغبات الطالب ويدرس الطالب بها إعدادي فنون ثم يتخصص جرافيك أو نحت أو تصوير تبعا لتنسيق داخلي
ويعتبر قسم ديكور شامل كل الأنحاء وهو جزء لا يتجزء عمله مع المهندس المعماري.
كما تم إضافة قسم الدراسات الحرة لمن لم يتمكن من الالتحاق بالكلية بسبب المجموع ويدرس فيها الطالب:
1- أساسيات الرسم وفنون الجرافيك 2- النحت العام والعرائس 3- أساسيات التصوير 4- التصوير الزيتى المستوى الثاني

## مستقبل خريج الكلية
يعتبر عدد كليات فنون جميلة في جمهورية مصر العربية قليل وهي 5 كليات فقط حلوان والأقصر والمنيا والإسكندرية وتم افتتاح كلية الفنون الجميلة مؤخرا بالمنصورة، وعدد الطلاب بها قليل جدا لا يتعدى المائة وخمسين لذلك ففرص العمل متاحة للجميع من خريجين الكلية وخصوصا قسم ديكور وقسم عمارة

## رؤية الكلية
أن تكون الكلية كيانا إقليمياً معتمداً، له دوره التنويري وبأنه منارة للتعليم والبحث العلمي في مجالات الفنون والعمارة في مصر والشرق الأوسط للارتقاء بالذوق العام في المجتمع

## أهداف الدراسة بالكلية
تهدف الكلية إلى إعداد المهندس المعماري والمهندس الديكور والفنان التشكيلى لخدمة البيئة في عدة مجالات فالتشكيلى يسهم في رفع مستوى التذوق الفنى ونشر الوعي الجمالي وتعريف العالم الخارجي بالمستوى الرفيع الذي وصل إليه الفن التشكيلى في مصر. أما المهندس الديكور والعمارة فهو يسهم في حل مشكلات التخطيط والتشكيل المعماري في البيئة وربط المعمار كوحدة واحدة مع فن النحت والديكور الداخلي وفن التصوير الجدارى والإسهام في العروض المسرحية والسينمائية والتليفزيونية وتصميم ديكوراتها بصورة متجددة اعتماداً على دراسة تاريخ الفن والحضارة.

## مقدمة عن قسم العمارة
تكونت مدرسة الفنون الجميلة المصرية عند تأسيسها في عام 1908 م من قسمين - قسم للعمارة وآخر للفنون يضم قسمى النحت والتصوير. وقد كلف النحات «غليون لابلان» أول ناظر للمدرسة المعماري والمستشرق الفرنسى «هنرى بيرون» بالاشراف على قسم العمارة والعمل أستاذا به.
كان الالتحاق بالقسم في العامين الأولين متاحا لكل من يرغب في الدراسة دون التقيد بسن أو جنسية فضلا على أن الدراسة والأدة ات كانتا بالمجان.
وقد كان الأجانب والمتمصرون من المقيمين في مصر الأكثر التحاقا بالقسم فالوعى بأهمية ذللك لدى المصريين كان أقل.

## مقدمة عن قسم الديكور
عندما فتحت مدرسة الفنون الجميلة ابوابها عام 1908 م لاستقبال الموهوبين والراغبين في دراسة الفن بأقسامها الأربعة حينئذ (النحت - التصوير- الزخرفة والعمارة) تحت اشراف أستاذ الزخرفة (الفنان كولون) تراجع افتتاح قسم الزخرفة... وأعيد افتتاحه في ثوب جديد عام 1930. تحت اشراف المزخرف الفنان موريس بواريه وتخرجت أول دفعة عام 1935 لتحصل على دبلوم مدرسة الفنون الجميلة العليا
بداية القسم:
وتعد دفعة 1935 م الطليعة المصرية التي قامت على اكتافها تدريس الفنون الزخرفية - وامتدت لسنوات طوال..تطورت خلالها الدراسة حتى أصبحت قسم الديكور الآن.

## مقدمة عن قسم التصوير
منذ إنشاء مدرسة الفنون الجميلة العليا عام 1908 بدرب الجماميز بالقاهرة (شارع بورسعيد الآن)على يد الأمير يوسف كمال كأول مدرسة للفنون بمصر والوطن العربي، منذ ذلك الحين وكان فن التصوير أحد الأركان الرئيسية في تلك المدرسة، والذي أقيم من أجله قسم هام أفرز فيما بعد عظماء المصورين على مر تاريخ مصر الحديث، فنانين ومعلمين، ولقد توالت الأجيال التي تخرجت من هذا القسم وساهمت بدور كبير في اثراء الحركة الفنية في مصر وإتسمت أعمالهم الفنية بسمات مميزة تراوحت بين قيم التأصيل والتحديث، واستمرت تلك السمات متمسكاً بها أبناء القسم حتى يومنا هذا
ولقد مر قسم التصوير بعدة مراحل، حيث تأثر فنانوه الأوائل بفترة دراستهم خلال بعثاتهم إلى أوروبا، مما أدى إلى عودتهم إلى مصر محمّلين برؤى وأساليب غلب عليها الطابع الأوربي إلى حين وفي حدود مؤقتة، وكان من أهم هؤلاء الفنانين، المصور يوسف كامل (1891 – 1971) الذي أسس من خلال إسلوبه المتمكن تأثيرية مصرية مشابهة للتأثيرية الفرنسية وكذلك المصور أحمد صبري (1889 – 1955) الذي التزم قواعد الفن الأكاديمي الأوربي بحبكته وواقعيته وأيضا المصور محمد حسن (1892 – 1961) الذي التزم ملامح الفن الأوربي في أعماله، وغيرهم ممن أئروا الحياة الثقافية والفنية وكانوا أساتذة حملوا على عاتقهم مهمة تعليم الفن لعدة أجيال من بعدهم، اختلفت الأساليب والمواضيع المتناولة من قبل هؤلاء الأساتذة، فمنهم من تفوق في فن الصورة الشخصية، ومنهم من جنح نحو تعبيرية متأثرة بسمات التصوير المصري القديم، ومنهم من ابتكر اسلوباً رمزيا يشي بسيريالية مصرية شعبية الطابع، ومنهم من برع في لوحة المنظرالطبيعي- موضوع هذا البحث - مضيفاً له رؤية جديدة وأبعاد جمالية خاصة. (مقتبس من بحث د. أماني علي فهمي)

## المقررات الدراسية بقسم الديكور
الفرقة الأعدادية	لا توجد شعبة	تصميمات
الفرقة الأعدادية	لا توجد شعبة	تشكيل وأسس تصميم
الفرقة الأعدادية	لا توجد شعبة	رسم
الفرقة الأعدادية	لا توجد شعبة	الأسقاط الهندسي
الفرقة الأعدادية	لا توجد شعبة	الكيمياء
الفرقة الأعدادية	لا توجد شعبة	تشريح
الفرقة الأعدادية	لا توجد شعبة لغة أجنبية
الفرقة الأعدادية	لا توجد شعبة تاريخ حضارة
الفرقة الأعدادية	لا توجد شعبة الفيزياء (بصريات)
الفرقة الأولى	لا توجد شعبة تصميمات وعمارة داخلية
الفرقة الأولى	لا توجد شعبة دراسات تحليلية
الفرقة الأولى	لا توجد شعبة منظور هندسي
الفرقة الأولى	لا توجد شعبة طرز معمارية
الفرقة الأولى	لا توجد شعبة تكنولوجيا
الفرقة الأولى	لا توجد شعبة علم إنسان واجتماع
الفرقة الأولى	لا توجد شعبة تاريخ الفن العام
الفرقة الأولى	لا توجد شعبة مواد بناء
الفرقة الأولى	لا توجد شعبة لغة أجنبية
الفرقة الثانية	لا توجد شعبة تصميمات وعمارة داخلية
الفرقة الثانية	لا توجد شعبة دراسات تحليلية
الفرقة الثانية	لا توجد شعبة إنشاء معماري
الفرقة الثانية	لا توجد شعبة منظور هندسي
الفرقة الثانية	لا توجد شعبة لغة أجنبية
الفرقة الثانية	لا توجد شعبة تكنولوجيا
الفرقة الثانية	لا توجد شعبة تاريخ الفن العام
الفرقة الثالثة	شعبة عمارة داخلية	تصميمات العمارة الداخلية
الفرقة الثالثة	شعبة عمارة داخلية	دراسة المرئيات
الفرقة الثالثة	شعبة عمارة داخلية	التصميم المعماري
الفرقة الثالثة	شعبة عمارة داخلية	طرز تأثيث
الفرقة الثالثة	شعبة عمارة داخلية	تصميمات الديكور التنفيذية
الفرقة الثالثة	شعبة عمارة داخلية	نظريات الديكور
الفرقة الثالثة	شعبة عمارة داخلية	النقد وعلم الجمال
الفرقة الثالثة	شعبة عمارة داخلية	التجهيزات الفنية
الفرقة الثالثة	شعبة فنون تعبرية	تصميمات الفنون التعبيرية
الفرقة الثالثة	شعبة فنون تعبرية	دراسة المرئيات
الفرقة الثالثة	شعبة فنون تعبرية	هندسة المناظر
الفرقة الثالثة	شعبة فنون تعبرية	تاريخ أزياء
الفرقة الثالثة	شعبة فنون تعبرية	النقد وعلم الجمال
الفرقة الثالثة	شعبة فنون تعبرية	تذوق موسيقى
الفرقة الثالثة	شعبة فنون تعبرية	تاريخ مسرح وسينما
الفرقة الثالثة	شعبة فنون تعبرية	كاميرا وإضاءه
الفرقة الرابعة	شعبة عمارة داخلية	تصميمات العمارة الداخلية
الفرقة الرابعة	شعبة عمارة داخلية	دراسة المرئيات
الفرقة الرابعة	شعبة عمارة داخلية	التصميم المعماري
الفرقة الرابعة	شعبة عمارة داخلية	تصميمات الديكور التنفيذية
الفرقة الرابعة	شعبة عمارة داخلية	التجهيزات الفنية
الفرقة الرابعة	شعبة عمارة داخلية	المواصفات الفنية وحساب الكميات
الفرقة الرابعة	شعبة عمارة داخلية	النقد وعلم الجمال
الفرقة الرابعة	شعبة عمارة داخلية	إدارة أعمال ونظرية الأتصال
الفرقة الرابعة	شعبة عمارة داخلية	مشروع التخرج
الفرقة الرابعة	شعبة فنون تعبرية	تصميمات الفنون التعبيرية
الفرقة الرابعة	شعبة فنون تعبرية	دراسة المرئيات
الفرقة الرابعة	شعبة فنون تعبرية	هندسة المناظر
الفرقة الرابعة	شعبة فنون تعبرية	تنفيذ وماكيت
الفرقة الرابعة	شعبة فنون تعبرية	طرز التأثيث
الفرقة الرابعة	شعبة فنون تعبرية	تاريخ أزياء
الفرقة الرابعة	شعبة فنون تعبرية	النقد وعلم جمال
الفرقة الرابعة	شعبة فنون تعبرية	مشروع التخرج

## المقررات الدراسية لقسم العمارة
الفرقة الأعدادية	لا توجد شعبة	التصميم المعماري
الفرقة الأعدادية	لا توجد شعبة	التشكيل واسس التصميم
الفرقة الأعدادية	لا توجد شعبة	هندسة وصفية
الفرقة الأعدادية	لا توجد شعبة	رسم ونحت
الفرقة الأعدادية	لا توجد شعبة	رياضة
الفرقة الأعدادية	لا توجد شعبة	فزياء
الفرقة الأعدادية	لا توجد شعبة	لغة أجنبية
الفرقة الأعدادية	لا توجد شعبة	الأنشاء المعماري
الفرقة الأعدادية	لا توجد شعبة	كيمياء صناعية
الفرقة الأعدادية	لا توجد شعبة	تاريخ فن
الفرقة الأولى	لا توجد شعبة	التصميم المعماري
الفرقة الأولى	لا توجد شعبة	منظور هندسي وظل
الفرقة الأولى	لا توجد شعبة	تشكيل واسس تصميم
الفرقة الأولى	لا توجد شعبة	حساب انشاءت
الفرقة الأولى	لا توجد شعبة	الأنشاء المعماري
الفرقة الأولى	لا توجد شعبة	مواد بناء
الفرقة الأولى	لا توجد شعبة	نظريات عمارة
الفرقة الأولى	لا توجد شعبة	تاريخ عمارة
الفرقة الأولى	لا توجد شعبة	النقد وعلم جمال
الفرقة الأولى	لا توجد شعبة	حساب علمى (كومبيوتر)
الفرقة الأولى	لا توجد شعبة	لغة أجنبية
الفرقة الثانية	لا توجد شعبة	التصميم المعماري
الفرقة الثانية	لا توجد شعبة	منظور هندسي
الفرقة الثانية	لا توجد شعبة	خرسانة مسلحة
الفرقة الثانية	لا توجد شعبة	إنشاءت معدنية
الفرقة الثانية	لا توجد شعبة	تاريخ عمارة
الفرقة الثانية	لا توجد شعبة	مساحة
الفرقة الثانية	لا توجد شعبة	تشريع مبانى/ نظرية تخطيط
الفرقة الثانية	لا توجد شعبة	لغة أجنبية
الفرقة الثانية	لا توجد شعبة	تصميمات تنفيذية
الفرقة الثانية	لا توجد شعبة	أبحاث تربة وأثاثات
الفرقة الثانية	لا توجد شعبة	تاريخ حضارة
الفرقة الثانية	لا توجد شعبة	نظريات عمارة
الفرقة الثالثة	لا توجد شعبة	التصميم المعماري
الفرقة الثالثة	لا توجد شعبة	تصميمات العمارة الداخلية
الفرقة الثالثة	لا توجد شعبة	تخطيط مدن
الفرقة الثالثة	لا توجد شعبة	تصميمات تنفيذية
الفرقة الثالثة	لا توجد شعبة	المعالجة البيئية للمبانى
الفرقة الثالثة	لا توجد شعبة	التجهيزات الفنية للمبانى
الفرقة الثالثة	لا توجد شعبة	نظريات العمارة
الفرقة الثالثة	لا توجد شعبة	تاريخ عمارة
الفرقة الثالثة	لا توجد شعبة	التصنيع والمبانى النمطية
الفرقة الرابعة	لا توجد شعبة	التصميم المعماري
الفرقة الرابعة	لا توجد شعبة	تخطيط مدن
الفرقة الرابعة	لا توجد شعبة	تصميمات تنفيذية
الفرقة الرابعة	لا توجد شعبة	اسكان وتصميم مواقع
الفرقة الرابعة	لا توجد شعبة	دراسات البيئة
الفرقة الرابعة	لا توجد شعبة	المواصفات الفنية والكميات
الفرقة الرابعة	لا توجد شعبة	إدارة أعمال ونظرية الأتصال
الفرقة الرابعة	لا توجد شعبة	مشروع التخرج

## المقررات الدراسية لقسم الجرافيك
الفرقة الأولى	لا توجد شعبة حفر
الفرقة الأولى	لا توجد شعبة رسم وتصميم
الفرقة الأولى	لا توجد شعبة تكوين زخرفي
الفرقة الأولى	لا توجد شعبة تكنولوجيا
الفرقة الأولى	لا توجد شعبة منظور
الفرقة الأولى	لا توجد شعبة تاريخ الفن العام
الفرقة الأولى	لا توجد شعبة تشريح
الفرقة الأولى	لا توجد شعبة خط عربى
الفرقة الأولى	لا توجد شعبة لغة أجنبية
الفرقة الثانية	لا توجد شعبة حفر
الفرقة الثانية	لا توجد شعبة رسم تصميم
الفرقة الثانية	لا توجد شعبة تكوين زخرفي
الفرقة الثانية	لا توجد شعبة تكنولوجيا
الفرقة الثانية	لا توجد شعبة منظور
الفرقة الثانية	لا توجد شعبة لغة اجنبية
الفرقة الثانية	لا توجد شعبة تشريح
الفرقة الثانية	لا توجد شعبة تاريخ فن عام
الفرقة الثالثة	شعبة تصميم مطبوع حفر
الفرقة الثالثة	شعبة تصميم مطبوع تصميمات حفر
الفرقة الثالثة	شعبة تصميم مطبوع مناظر خلوية
الفرقة الثالثة	شعبة تصميم مطبوع رسم كروكى
الفرقة الثالثة	شعبة تصميم مطبوع تكنولوجيا
الفرقة الثالثة	شعبة تصميم مطبوع نقد وعلم جمال
الفرقة الثالثة	شعبة تصميم مطبوع تاريخ فن تخصص
الفرقة الثالثة	شعبة الرسوم المتحركة ورسوم الكتاب	تصميم ورسم كتاب
الفرقة الثالثة	شعبة الرسوم المتحركة ورسوم الكتاب	حفر وطباعة
الفرقة الثالثة	شعبة الرسوم المتحركة ورسوم الكتاب	تصميم رسوم متحركة
الفرقة الثالثة	شعبة الرسوم المتحركة ورسوم الكتاب	مناظر
الفرقة الثالثة	شعبة الرسوم المتحركة ورسوم الكتاب	تكنولوجيا طباعة
الفرقة الثالثة	شعبة الرسوم المتحركة ورسوم الكتاب	تجهيزات وخامات رسوم متحركة
الفرقة الثالثة	شعبة الرسوم المتحركة ورسوم الكتاب	طرز
الفرقة الثالثة	شعبة الرسوم المتحركة ورسوم الكتاب	تاريخ فن تخصص
الفرقة الرابعة	شعبة تصميم مطبوع حفر
الفرقة الرابعة	شعبة تصميم مطبوع تصميمات حفر
الفرقة الرابعة	شعبة تصميم مطبوع المناظر الخلوية
الفرقة الرابعة	شعبة تصميم مطبوع رسم كروكى
الفرقة الرابعة	شعبة تصميم مطبوع تاريخ فن تخصص
الفرقة الرابعة	شعبة تصميم مطبوع نقد وعلم جمال
الفرقة الرابعة	شعبة تصميم مطبوع مشروع التخرج
الفرقة الرابعة	شعبة الرسوم المتحركة ورسوم الكتاب	تصميم ورسم كتاب
الفرقة الرابعة	شعبة الرسوم المتحركة ورسوم الكتاب	حفر وطباعة
الفرقة الرابعة	شعبة الرسوم المتحركة ورسوم الكتاب	تصميم رسوم متحركة
الفرقة الرابعة	شعبة الرسوم المتحركة ورسوم الكتاب	مناظر
الفرقة الرابعة	شعبة الرسوم المتحركة ورسوم الكتاب	طرز
الفرقة الرابعة	شعبة الرسوم المتحركة ورسوم الكتاب	تجهيزات وخامات رسوم متحركة
الفرقة الرابعة	شعبة الرسوم المتحركة ورسوم الكتاب	نقد وعلم جمال
الفرقة الرابعة	شعبة الرسوم المتحركة ورسوم الكتاب	مشروع التخرج

## المقررات الدراسية لقسم التصوير
الفرقة الأولى		تصوير
الفرقة الأولى		طبيعة صامتة
الفرقة الأولى		تصميمات
الفرقة الأولى		أسس تصميم
الفرقة الأولى		منظور
الفرقة الأولى		تاريخ الفن
الفرقة الأولى		تشريح
الفرقة الأولى		لغة أجنبية
الفرقة الثانية		تصوير
الفرقة الثانية		طبيعة حية وكروكى
الفرقة الثانية		التصميمات
الفرقة الثانية		تكنولوجيا اللون
الفرقة الثانية		لغة أجنبية
الفرقة الثانية		حفر
الفرقة الثانية		تاريخ الفن العام
الفرقة الثالثة	شعبة تصوير	تصوير
الفرقة الثالثة	شعبة تصوير	تصميمات
الفرقة الثالثة	شعبة تصوير	طبيعة حية وكروكى
الفرقة الثالثة	شعبة تصوير	تصميم مناظر مسرحية
الفرقة الثالثة	شعبة تصوير	أفرسك
الفرقة الثالثة	شعبة تصوير	ترميم لوحات فنية
الفرقة الثالثة	شعبة تصوير	المناظر الخلوية
الفرقة الثالثة	شعبة تصوير	تاريخ تصوير
الفرقة الثالثة	شعبة جدارى	تصميم جدارى
الفرقة الثالثة	شعبة جدارى	تصوير
الفرقة الثالثة	شعبة جدارى	رسم
الفرقة الثالثة	شعبة جدارى	مناظر خلوية
الفرقة الثالثة	شعبة جدارى	تاريخ التصوير الجدارى
الفرقة الثالثة	شعبة جدارى	تكنولوجيا خامات
الفرقة الثالثة	شعبة جدارى	مبادئ التصميم المعماري
الفرقة الرابعة	شعبة تصوير	التصوير
الفرقة الرابعة	شعبة تصوير	التصميمات
الفرقة الرابعة	شعبة تصوير	طبيعة حية وكروكى
الفرقة الرابعة	شعبة تصوير	المناظر الخلوية
الفرقة الرابعة	شعبة تصوير	تصميم مناظر مسرحية
الفرقة الرابعة	شعبة تصوير	الأفرسك
الفرقة الرابعة	شعبة تصوير	تاريخ التصوير
الفرقة الرابعة	شعبة تصوير	مشروع التخرج
الفرقة الرابعة	شعبة جدارى	تصميم جدارى
الفرقة الرابعة	شعبة جدارى	تصوير
الفرقة الرابعة	شعبة جدارى	رسم
الفرقة الرابعة	شعبة جدارى	مناظر خلوية
الفرقة الرابعة	شعبة جدارى	تاريخ التصوير الجدارى
الفرقة الرابعة	شعبة جدارى	تكنولوجيا خامات
الفرقة الرابعة	شعبة جدارى	مبادئ التصميم المعماري
الفرقة الرابعة	شعبة جدارى	مشروع التخرج

## المقررات الدراسية لقسم النحت

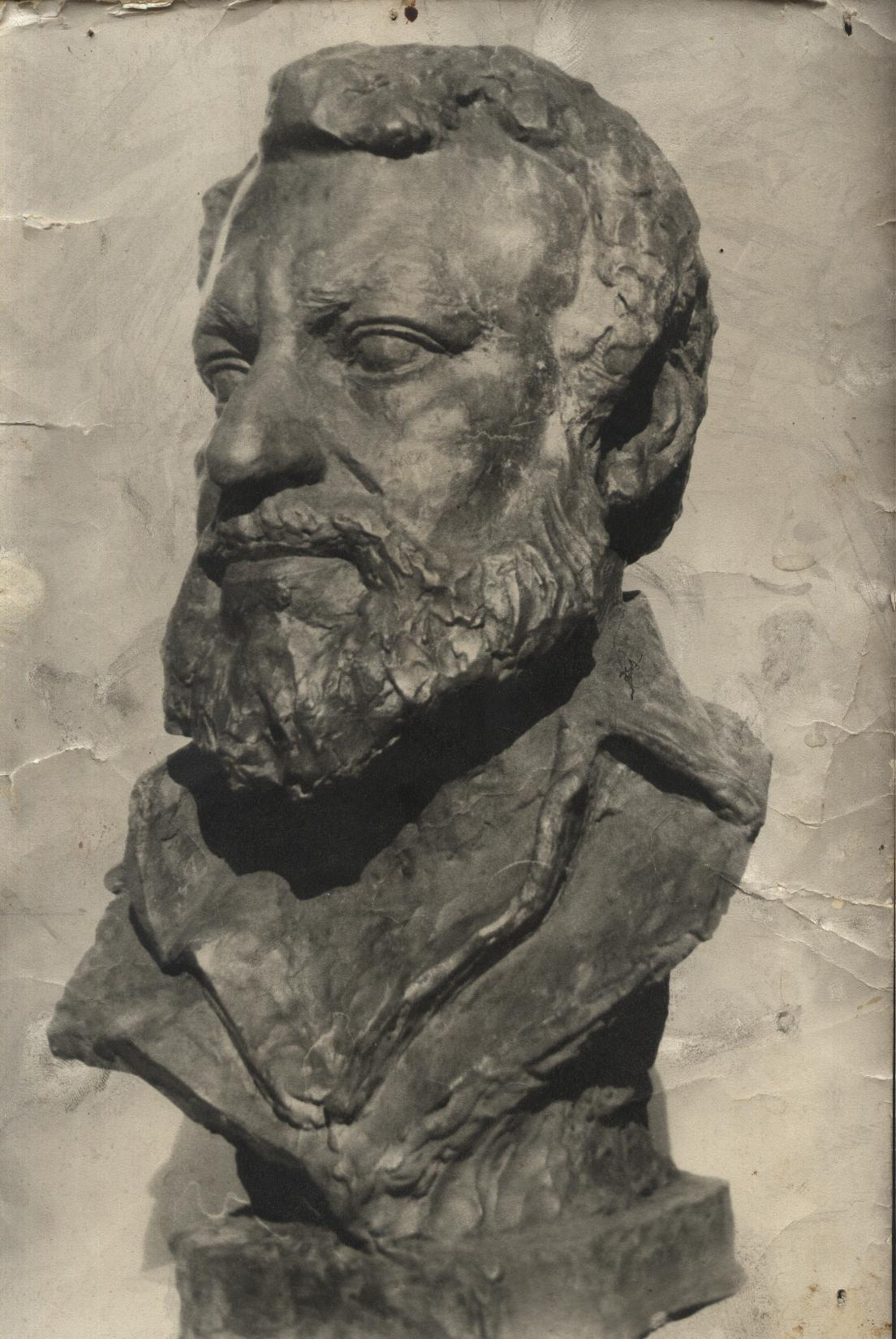
تمثال للبروفيسور مجدي يوسف من نحت الأستاذ الدكتور محمد الحيوان من كلية الفنون الجميلة

الفرقة الأولى	لا توجد شعبة	نحت وتشكيل فراغى
الفرقة الأولى	لا توجد شعبة	نحت بارز وماديليا
الفرقة الأولى	لا توجد شعبة	نحت مباشر
الفرقة الأولى	لا توجد شعبة	رسم
الفرقة الأولى	لا توجد شعبة	المنظور
الفرقة الأولى	لا توجد شعبة	أسس تصميم
الفرقة الأولى	لا توجد شعبة	طرز
الفرقة الأولى	لا توجد شعبة	تاريخ الفن العام
الفرقة الأولى	لا توجد شعبة	تشريح
الفرقة الأولى	لا توجد شعبة	لغة أجنبية
الفرقة الثانية	لا توجد شعبة	نحت وتشكيل فراغى
الفرقة الثانية	لا توجد شعبة	نحت بارز وماديلية
الفرقة الثانية	لا توجد شعبة	نحت مباشر
الفرقة الثانية	لا توجد شعبة	رسم
الفرقة الثانية	لا توجد شعبة	منظور
الفرقة الثانية	لا توجد شعبة	تشريح
الفرقة الثانية	لا توجد شعبة	لغة أجنبية
الفرقة الثانية	لا توجد شعبة	مبادئ التصميم المعماري
الفرقة الثانية	لا توجد شعبة	تاريخ فن عام
الفرقة الثانية	لا توجد شعبة	تكنولوجيا
الفرقة الثالثة	شعبة ميدانى وفراغى	نحت وتشكيل فراغى
الفرقة الثالثة	شعبة ميدانى وفراغى	نحت ميدانى
الفرقة الثالثة	شعبة ميدانى وفراغى	نحت مباشر
الفرقة الثالثة	شعبة ميدانى وفراغى	رسم
الفرقة الثالثة	شعبة ميدانى وفراغى	التصميم المعماري
الفرقة الثالثة	شعبة ميدانى وفراغى	تصميم مواقع
الفرقة الثالثة	شعبة ميدانى وفراغى	تاريخ فن التخصص
الفرقة الثالثة	شعبة ميدانى وفراغى	النقد وعلم جمال
الفرقة الثالثة	شعبة ميدانى وفراغى	تكنولوجيا
الفرقة الثالثة	شعبة بارز وميداليا	نحت بارز
الفرقة الثالثة	شعبة بارز وميداليا	ميدالية
الفرقة الثالثة	شعبة بارز وميداليا	نحت مباشر
الفرقة الثالثة	شعبة بارز وميداليا	رسم
الفرقة الثالثة	شعبة بارز وميداليا	التصميم المعماري
الفرقة الثالثة	شعبة بارز وميداليا	النقد وعلم الجمال
الفرقة الثالثة	شعبة بارز وميداليا	تكنولوجيا
الفرقة الثالثة	شعبة بارز وميداليا	تاريخ فن التخصص
الفرقة الرابعة	شعبة ميدانى وفراغى	نحت وتشكيل فراغى
الفرقة الرابعة	شعبة ميدانى وفراغى	نحت ميدانى
الفرقة الرابعة	شعبة ميدانى وفراغى	نحت مباشر
الفرقة الرابعة	شعبة ميدانى وفراغى	رسم
الفرقة الرابعة	شعبة ميدانى وفراغى	تصميم معماري
الفرقة الرابعة	شعبة ميدانى وفراغى	تصميم مواقع
الفرقة الرابعة	شعبة ميدانى وفراغى	تكنولوجيا
الفرقة الرابعة	شعبة ميدانى وفراغى	تاريخ فن تخصص
الفرقة الرابعة	شعبة ميدانى وفراغى	النقد وعلم الجمال
الفرقة الرابعة	شعبة ميدانى وفراغى	المشروع
الفرقة الرابعة	شعبة بارز وميداليا	نحت بارز
الفرقة الرابعة	شعبة بارز وميداليا	ميداليه
الفرقة الرابعة	شعبة بارز وميداليا	نحت مباشر
الفرقة الرابعة	شعبة بارز وميداليا	رسم
الفرقة الرابعة	شعبة بارز وميداليا	تكنولوجيا
الفرقة الرابعة	شعبة بارز وميداليا	تاريخ فن تخصص
الفرقة الرابعة	شعبة بارز وميداليا	النقد وعلم الجمال
الفرقة الرابعة	شعبة بارز وميداليا	المشروع

## الأهداف الإستراتيجية للكلية
1-تطوير البنية التحتية بتجديد فراغات الكلية المختلفة.
2-تدريب الجهاز الإداري بالكلية لرفع كفاءة الأداء.
3-تنمية قدرات أعضاء هيئة التدريس.
4-توفير التمويل اللازم لتحقيق أهداف الكلية. 
5-تطبيق برنامج الساعات المعتمدة لمقررات مرحلة البكالوريوس والدراسات العليا.
6-تطوير برامج ومقررات الكلية بمرحلتيها طبقاً لمعايير الجودة المحلية والعالمية
7-التطور التكنولوجي للبيئة التعليمية ونشر التعليم الإلكتروني والتعلم عن بعد وإتاحة التعليم والتعلم مدى الحياة للجميع.
8-توفير أماكن واحتياجات للأنشطة الطلابية.
9-جذب الطلاب الوافدين بالنشر والإعلان عن الدراسة بالكلية
10-تحديث خطة البحث العلمي بالأقسام والكلية وربطها بمتطلبات المجتمع المحلي.
11-دعم وتسويق النشر العلمي بالكلية.
12-زيادة عدد اتفاقيات التعاون العلمي مع الجامعات الأجنبية وتفعيل الاتفاقيات الحالية وتشجيع البحوث المشتركة مع الشركاء الأجانب.
13-تنظيم ندوة علمية سنوية ومؤتمر علمي دولي.
14-توسيع نطاق التعاون مع قطاعات العمران والسياحة والبيئة والمرافق والهيئات المختلفة وأجهزة الحاكم المحلي.
15-الإعلان والتسويق لخدمات الوحدات ذات الطابع الخاص في سبيل خدمة المجتمع المحيط سواء على مستوى البيئة أو على مستوى خدمة الأفراد وزيادة دخل الكلية.